# Bala perdida
Bala perdida és un llargmetratge de 2003 dirigida per Pau Martínez, protagonitzada per David Carradine i Juanjo Puigcorbé, basada en l'antic oest, produïda per la productora valenciana Trivisión. Va ser l'última pel·lícula rodada per David Carradine.

## Argument
Daniel és un home divorciat que ha estat condemnat a presó injustament per narcotràfic per culpa de la Morena, un jutge corrupte que alhora és l'ex-sogre de Daniel. Aprofitant un permís penitenciari, decideix segrestar el seu fill Dani i fugir a l'estranger. Perseguit pel seu sogre, que té la intenció de matar-lo, s'amaga a un poble que ha esdevingut escenari de rodatge d'una pel·lícula western gràcies a Pilar, una actriu amiga seva. Allí Dani, que té mala relació amb el seu pare, fa amistat amb Michael Morrison, un actor estatunidenc en declivi. las cosa es complicarà quan es presentin els sicaris contractats pel seu sogre.

## Repartiment
- David Carradine com Michael Morrison.
- Juanjo Puigcorbé com Daniel.
- José María Gómez com Dani (Fill de Daniel).
- Juli Mira com jutge de la Morena (Sogre de Daniel).
- Carmen Bullejos com Elvira (Mare de Dani).
- Mercedes Sampietro com Pilar (Amiga d'Elvira).
- Cristina Plazas com Soledad.
- Cynthia Rothrock

## Recepció
La pel·lícula fou estrenada a la Sala ABC Martí durant la XXIV edició de la Mostra de València, on va guanyar el Premi Mostra Cinema al millor llargmetratge. Tot i que mai va arribar a una estrena cinematogràfica a sales, es va exhibir a Romania i es va editar en DVD als Estats Units.